# Operazione Itaca
Operazione Itaca è il codice di rientro  che il Ministero della difesa ha attribuito alla fase finale della missione Antica Babilonia, svoltasi in Iraq dal 2003 al 2006, che ha visto impegnato un contingente formato da Esercito, Marina, Carabinieri e Aeronautica Militare.
L'operazione prevedeva il rientro in Italia di oltre 11.000 tonnellate di materiale bellico composto da autocarri medi e pesanti, alcune blindo Centauro, Iveco VM 90, elicotteri pesanti CH-47, elicotteri Mangusta, AB412 e AB212. Sono serviti oltre 330 voli.
Per trasportare gli equipaggiamenti più delicati sono stati utilizzati quadrimotori C-130 e bimotori C-27J dell'Aeronautica. Per i carichi più pesanti, invece, sono stati utilizzati quadrireattori ucraini Antonov e Ilyushin noleggiati da privati.
L'operazione si è conclusa positivamente.